# 加藤義治

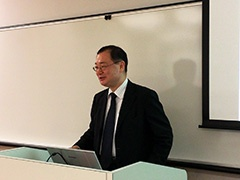
2014年6月撮影

加藤 義治（かとう よしはる）は、日本の外交官。外務省アジア大洋州局地域調整官、スラバヤ総領事等を経て、2017年から駐モーリシャス特命全権大使。

## 経歴・人物
福井県出身。1980年滋賀大学経済学部卒業、外務省入省。外務省アジア大洋州局南東アジア第二課地域調整官等を経て、2015年スラバヤ総領事。2017年に在モーリシャス日本国大使館が設立されると、常駐では初代となる駐モーリシャス特命全権大使を務め、経済連携を進めるなどした。2021年仁愛大学客員教授。